# Dolly Menga
Dolly Doningos Menga (Verviers, 2 maggio 1993) è un calciatore belga naturalizzato angolano, attaccante dell'MCS Liegi.

## Caratteristiche tecniche
È un esterno offensivo che predilige la fascia destra, anche se è stato schierato in alcune occasioni anche come seconda punta. È noto per la sua elevata velocità, usata soprattutto per le progressioni sulla fascia, e per essere un dribblatore agile e prolifico.

## Carriera

### Club
Cresce nelle giovanili dello Standard Liegi, società con la quale debutta in Jupiler League il 26 dicembre 2011, contro il Kortrijk. Ceduto in prestito al Sint-Truiden per la seconda parte della stagione 2011-2012, non riesce a evitare la retrocessione della squadra in Tweede klasse.
Al termine del campionato lo Standard Liegi lo cede definitivamente al Lierse; qui Menga contribuisce con 2 reti all'approdo dei suoi ai play-off (poi persi) per l'accesso all'Europa League. Con la medesima società inizia la stagione 2012-2013; a gennaio, un diverbio con l'allenatore Ramzy lo mette ai margini della squadra e quindi sul mercato. Il 25 gennaio 2013 trova un accordo col club italiano del Torino, trasferendosi in Serie A con la formula del prestito semestrale con diritto di riscatto. Esordisce in Serie A in Cagliari-Torino (4-3) della 26ª giornata, giocando i minuti di recupero dopo aver sostituito Alessio Cerci.
A fine stagione, il Torino non esercita il diritto di riscatto e il giocatore fa ritorno in Belgio.
Dopo una breve parentesi nel Benfica B all'inizio della stagione 2014-2015, nel gennaio del 2015 passa allo Sporting Braga con cui firma un contratto di tre anni e mezzo.
Dal 2021 gioca Nell'MCS Liegi.

### Nazionale
Dopo aver giocato nelle nazionali giovanili belghe Under-19 ed Under-21, dal 2014 al 2016 ha giocato nella nazionale maggiore angolana.